# Unvermutete Bekanntschaft mit einem Handwerk
Unvermutete Bekanntschaft mit einem Handwerk ist eine Novelle von Stefan Zweig aus dem Jahr 1931.
Die Novelle entstand wahrscheinlich 1931 in Paris und wurde drei Monate nach Zweigs Emigration nach England in der Wiener Neue Freie Presse vom 20. Mai bis 17. Juni 1934 als Fortsetzungsgeschichte veröffentlicht.

## Handlung
Nach zwei Jahren Abwesenheit von Paris genießt der Erzähler im April 1931 einen Vormittag auf dem Boulevard de Strasbourg. Neugierige Passanten amüsieren sich vor einem Schaufenster über drei lebendige Äffchen, die der Ladenbesitzer hinter Glas turnen lässt. Inmitten dieser Menschentraube fühlt sich dem Anschein nach ein verlotterter Stromer ganz wohl. Die Hände des Alten verschwinden in den viel zu langen Ärmeln seines Mantels.
Der Erzähler will die Profession des Unbekannten erraten. Ein Bettler, Arbeiter oder auch Fremdenführer ist es nicht. Er vermutet vielmehr, der Mann übe ein „amtliches Handwerk“ aus. Ist es ein Detektiv? Die zerfetzten Schuhe und der verdreckte Hemdkragen sprechen dagegen. Der arme Teufel, der in der Menschenansammlung sein gefährliches Handwerk ausübt, muss ein Taschendieb sein. Ein Fehlgriff könnte bis zu vier Jahren Freiheitsentzug kosten. Der Erzähler bewundert die Selbstbeherrschung des Diebes, die selbst die eines Chirurgen überträfe. Denn der narkotisierte Patient sei ja während der Operation ruhiggestellt. Solche Handwerke seien dem Künstlerberuf zuzurechnen. Während der Amateur, also zum Beispiel der Erzähler, ungeduldig forsch zugreife, übe sich der Künstler aus Erfahrung in geduldigem Abwarten. Neugierig geworden, folgt er dem Dieb über die Chaussée d’Antin in die Rue Drouot. Im Gedränge während einer Versteigerung im Hôtel Drouot beendet der Erzähler die Lehrstunde im Fach Diebstahl, als der Dieb nach der Brieftasche des Erzählers greift. Der wachsame Erzähler übersteht jedoch die Attacke ohne Schaden und lässt den Dieb laufen.

## Ausgaben
- Stefan Zweig: Unvermutete Bekanntschaft mit einem Handwerk. In: Novellen. Band 1, 3. Auflage, Aufbau-Verlag, Berlin 1986, S. 141–185.